# Кимберли
Кимберли (енгл. Kimberley) је град у Јужној Африци и главни град Северног Кејпа. Налази се непосредној близини ушћа река Орање и Вал. Град је историјски значајан због знатно развијеног рударства, бројни су били рудници дијаманата и опсади током Другог бурског рата.